# Бондарук, Роман Романович
Роман Романович Бондарук (род. 20 июня 1974, Львов) — украинский спортсмен (пулевая стрельба), Заслуженный мастер спорта Украины.

## Биография
Родился 20 июня 1974 во Львове. Образование — высшее, окончил Львовский государственный университет физической культуры. Первый тренер — Владимир Псюк. В дальнейшем тренировался у Степана Цюпко и Василия Серединского.
Серебряный призёр чемпионата Европы 2005 года в командных соревнованиях, серебряный призёр чемпионата Европы 2007 года в личном зачёте.
В 2008 году отправился на Олимпийские игры в Пекин, где участвовал в стрельбе со скорострельного пистолета (25 м). Прошёл в финал, но занял там последнее, шестое место. На Олимпиаде в Лондоне Бондарук не смог пройти квалификационный раунд, заняв 12-е место. На Олимпийских играх 2016 года в Рио-де-Жанейро он улучшил свой результат всего на одну позицию (11-й) и снова не попал в финал.
Летом 2013 года в Осиеке (Хорватия) на чемпионате Европы по стрельбе из малокалиберного оружия завоевал золото в финале стрельбы из скорострельного пистолета, а также серебро в стрельбе из стандартного пистолета (победил Юсуф Дикеч из Турции). В командном турнире Бондарук вместе с Александром Петривым и Иваном Бедняком завоевали бронзовые награды. В 2015 году также стал бронзовым призёром чемпионата Европы в Мариборе.
Женат, супругу зовут Надежда, есть две дочери: Анастасия и Яна. Увлекается рыбалкой.